# Arnold Indalecio Palacios
Arnold Indalecio Palacios (Saipán, 22 de agosto de 1955-Dededo, 23 de julio de 2025) fue un político estadounidense que se desempeñó como el 10.º gobernador de las Islas Marianas del Norte desde 2023 hasta su muerte en 2025.
Anteriormente fue vicegobernador de las Islas Marianas del Norte desde 2019 hasta 2023, representó a Saipán en el Senado de las Islas Marianas del Norte. Anteriormente miembro del Partido Republicano, es el gobernador electo de las Islas Marianas del Norte, habiendo ganado las elecciones de 2022.

## Vida personal
Palacios se graduó de la Universidad Estatal de Portland. Palacios está casado con Wella Sablan Palacios y tienen cuatro hijos: Arnold Gerard, Nicole, Tiana y Eric.

## Carrera política
Palacios es expresidente de la Cámara de Representantes de las Islas Marianas del Norte. Prestó juramento el 14 de enero de 2008 como Presidente de la 16.ª Legislatura de la Cámara. Representó al Distrito Electoral 3 en la Cámara, que abarca partes de Saipán y las Islas del Norte.
Palacios fue compañero de fórmula del cuatro veces candidato a gobernador Heinz Hofschneider en las elecciones de 2009. Si hubiera sido elegido, Palacios se habría convertido en vicegobernador de las Islas Marianas del Norte en 2010. En cambio, fue elegido en 2018 con el actual gobernador Ralph Torres para comenzar un mandato en enero de 2019.
Palacios se postuló como candidato independiente a gobernador en las elecciones de 2022, junto con el alcalde de Saipán, David M. Apatang, como su compañero de fórmula. Su fórmula ganó las elecciones y prestó juramento en enero de 2023.